# Aphandra
Aphandra é um género botânico monotípico pertencente à família Arecaceae.
Tem uma espécie, Aphandra natalia.